# 에치고히로세역
에치고히로세역(일본어: 越後広瀬駅)은 일본 니가타현 우오누마시에 위치한 동일본 여객철도 다다미선의 철도역이다. 단선 승강장 1면 1선의 구조를 갖춘 지상역이다.

## 역 주변
- 국도 제252호선 · 국도 제291호선 · 국도 제352호선

## 역사
- 1942년 11월 1일 : 다다미선 · 고이데 - 오시라카와 간 개통에 맞춰 개설.
- 1985년 3월 14일 : 무인화.
- 1987년 4월 1일 : 일본국유철도 분할 민영화에 의해, 동일본 여객철도가 승계.

## 인접 역
| 동일본 여객철도 다다미선           | 동일본 여객철도 다다미선 | 동일본 여객철도 다다미선 |
| ---------------------------------- | ------------------------ | ------------------------ |
| 우오누마타나카 아이즈와카마쓰 방면 | ■ 다다미선               | 야부카미 고이데 방면     |